# Al-Aszrafijja (Syria)
Al-Aszrafijja (arab. الأشرفية) – miejscowość w Syrii, w muhafazie Hims. W 2004 roku liczyła 1885 mieszkańców.